# 吉川需
吉川 需（よしかわ まつ、1916年 - 1995年）は、日本の造園学者。庭園史家。
研究は発掘庭園史をテーマに戦後に東京大学の助手を経て昭和26年から文化財保護委員会に移り以後、文化庁退官まで一貫して庭園の調査研究、文化財遺構の発掘調査・復元整備に尽力。師の吉永義信と共に精力的に全国を巡り、幾多の名園を実測調査、記録・報告する。
庭園の名勝指定や解除、遺構の整備、復原などに携わり、平城京の北宮庭園などの指定、岡山の後楽園をはじめ、鹿苑寺（金閣寺）や縮景園などの戦災復旧事業に尽力すると同時に、中尊寺、毛越寺、無量光院などに関連した平泉の庭園遺跡について一連の調査を進め、その成果を総括。
文化財保護審議会専門委員（第3專門調査会会長）,財団法人日本ナショナルトラスト専門委員、社団法人日本庭園協会理事長、文化財指定庭園保護協議会会長、識名園復旧整備委員会、史跡永福寺発掘整備委員会、松本城整備研究会会長他、昭和35年5月から日本造園学会評議員・理事・監事・副会長を歴任。昭和54年5月から昭和56年5月までは日本造園学会会長などを歴任。山形県出身。

## 著書
- 古庭園のみかた（第一法規、1968年）
- 枯山水の庭（日本の美術）至文堂、1968年）
- 小石川後楽園（郷学舎、1981年）
- 日本の名勝（第1巻）庭園（講談社、1983年）
- 日本の名勝（第2巻）庭園（講談社、1983年）
- 史跡名勝天然記念物 東日本の部（平間修・齋藤忠・黒板昌夫と共編 吉川弘文館、1958年）
- 天然記念物事典（文化庁文化財保護部監修 第一法規出版、1971年）

## 略歴
山形県師範学校附属小学校、山形中学校を経て1937年、山形高等学校 (旧制)理科甲類を卒業し、兵役。
1944年、東京帝国大学農学部農学科卒業。丹羽鼎三に師事。在学途中で兵役。
1946年、東京帝国大学助手（文部教官）。
1949年、飛鳥山における公園の発祥研究で日本造園学会賞。
1951年、文部教官として文化財保護委員会に移籍。
1964年、文化財調査官。1967年、主任文化財調査官。
1968年に、日本大学農獣医学部講師を兼任。
1970年から1976年まで、東京大学農学部及び同大大学院講師を兼任。
1974年6月、文化庁文化財保護部企画官。
1977年4月、文化庁定年退官。日本大学短期大学部農学科教授就任。同大大学院農学研究科講師。
1978年から、千葉大学園芸学部及び同大大学院講師。
1978年から1981年まで、佐賀大学農学部講師。1978年9月に農学博士（日本大学）。
1979年に日本公園緑地協会北村賞。1986年から1991年まで、日本大学農獣医学部非常勤講師。
1986年4月勲四等旭日章。
1994年、日本造園学会上原敬二賞。

## 参考
- ランドスケープ研究:日本造園学会誌:名誉会員吉川需先生を偲ぶ 1995年8月号
- ランドスケープ研究:日本造園学会誌:上原敬二賞受賞者に聞く : 吉川需先生(人物インタビュー・第12回上原敬二賞受賞者) 1995年3月号

## 関連
- 枯山水#参考文献

| 文化          | 文化                             | 文化          |
| ------------- | -------------------------------- | ------------- |
| 先代 内山正雄 | 日本造園学会会長 1979年 - 1981年 | 次代 小沢知雄 |